# آرمن هامبارتسومیان (بازیکن فوتبال، زاده ۱۹۹۴)
آرمن گاریکی هامبارتسومیان (ارمنی: Արմեն Գարիկի Համբարձումյան؛ روسی: Армен Гарикович Амбарцумян؛ زادهٔ ۱۱ آوریل ۱۹۹۴ در ساراتوف) بازیکن فوتبال در پست مهاجم/هافبک ارمنی‌تبار اهل روسیه است.

## باشگاهی
از باشگاه‌هایی که در آن بازی کرده‌است می‌توان به باشگاه فوتبال آرماویر (روسیه) و باشگاه فوتبال زسکا مسکو اشاره کرد.
تا تاریخ match played ۱۴ ژوئیه ۲۰۲۰
| باشگاه                       | فصل          | لیگ                                  | لیگ    | لیگ  | جام حذفی | جام حذفی | قاره‌ای | قاره‌ای | سایر   | سایر | مجموع  | مجموع |
| باشگاه                       | فصل          | دسته                                 | بازی‌ها | گل‌ها | بازی‌ها   | گل‌ها     | بازی‌ها | گل‌ها   | بازی‌ها | گل‌ها | بازی‌ها | گل‌ها  |
| ---------------------------- | ------------ | ------------------------------------ | ------ | ---- | -------- | -------- | ------ | ------ | ------ | ---- | ------ | ----- |
| زسکا مسکو                    | ۲۰۱۰         | لیگ برتر روسیه                       | ۰      | ۰    | ۰        | ۰        | ۰      | ۰      | ۰      | ۰    | ۰      | ۰     |
| زسکا مسکو                    | ۲۰۱۱–۱۲      | لیگ برتر روسیه                       | ۰      | ۰    | ۰        | ۰        | ۰      | ۰      | ۰      | ۰    | ۰      | ۰     |
| زسکا مسکو                    | ۲۰۱۲–۱۳      | لیگ برتر روسیه                       | ۰      | ۰    | ۰        | ۰        | ۰      | ۰      | –      | –    | ۰      | ۰     |
| زسکا مسکو                    | ۲۰۱۳–۱۴      | لیگ برتر روسیه                       | ۰      | ۰    | ۱        | ۰        | ۰      | ۰      | ۰      | ۰    | ۱      | ۰     |
| زسکا مسکو                    | ۲۰۱۴–۱۵      | لیگ برتر روسیه                       | ۰      | ۰    | ۰        | ۰        | ۰      | ۰      | ۰      | ۰    | ۰      | ۰     |
| زسکا مسکو                    | ۲۰۱۵–۱۶      | لیگ برتر روسیه                       | ۰      | ۰    | ۰        | ۰        | ۰      | ۰      | –      | –    | ۰      | ۰     |
| زسکا مسکو                    | مجموع        | مجموع                                | ۰      | ۰    | ۱        | ۰        | ۰      | ۰      | -      | -    | ۱      | ۰     |
| Zenit Penza (قرضی)           | ۲۰۱۴–۱۵      | Russian Professional Football League | ۲۴     | ۱    | ۱        | ۰        | –      | –      | –      | –    | ۲۵     | ۱     |
| باشگاه فوتبال آرماویر (قرضی) | ۲۰۱۵–۱۶      | Russian Football National League     | 21     | 1    | 1        | 0        | –      | –      | –      | –    | ۲۲     | ۱     |
| موردوویا سارانسک             | ۲۰۱۶–۱۷      | Russian Football National League     | ۳۰     | ۰    | ۲        | ۰        | –      | –      | –      | –    | ۳۲     | ۱     |
| Fakel Voronezh               | ۲۰۱۷–۱۸      | Russian Football National League     | ۲۹     | ۱    | ۱        | ۰        | –      | –      | –      | –    | ۳۰     | ۱     |
| Ararat-Armenia               | ۲۰۱۸–۱۹      | لیگ فوتبال ارمنستان                  | ۲۳     | ۰    | ۶        | ۰        | –      | –      | –      | –    | ۲۹     | ۰     |
| Ararat-Armenia               | ۲۰۱۹–۲۰      | لیگ فوتبال ارمنستان                  | ۱۶     | ۳    | ۴        | ۰        | ۶      | ۰      | ۱      | ۰    | ۲۷     | ۳     |
| Ararat-Armenia               | Total        | Total                                | ۳۹     | ۳    | ۵        | ۰        | ۶      | ۰      | ۱      | ۰    | ۵۶     | ۳     |
| Career total                 | Career total | Career total                         | ۱۴۳    | ۶    | ۱۶       | ۰        | ۶      | ۰      | ۱      | ۰    | ۱۶۶    | ۶     |

## تیم ملی
وی همچنین در تیم‌های ملی فوتبال Russia national under-16 football team, Russia national under-17 football team, Russia national under-18 football team, Russia national under-19 football team، و زیر ۲۱ سال روسیه بازی کرده‌است.

## افتخارات

### باشگاهی
آرارات-آرمنیا
- لیگ برتر فوتبال ارمنستان (۲): ۱۹–۲۰۱۸, ۲۰–۲۰۱۹[۱]
- سوپر جام فوتبال ارمنستان (۱): ۲۰۱۹[۱]